# Генерал-инспектор

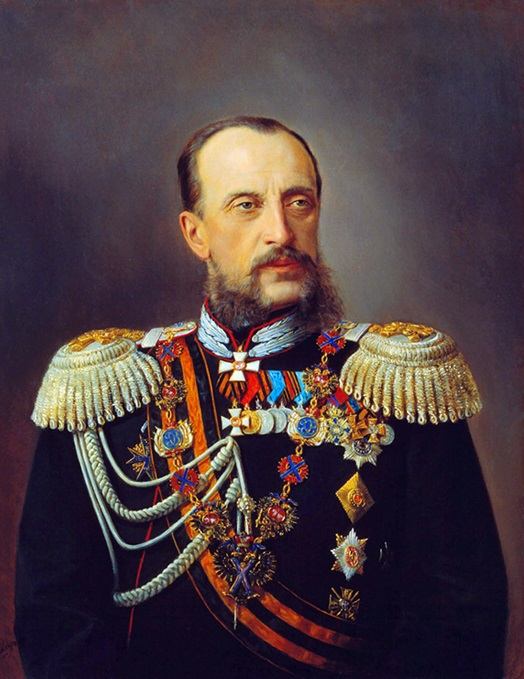
Генерал-фельдмаршал великий князь Николай Николаевич Старший, последний генерал-инспектор Российской империи

Генерал-инспектор (также Генеральный инспектор):
- одна из высших государственных должностей, существовавших в Российской империи;
- главный начальник по какому-либо отдельному военному ведомству[2] или роду оружия.

Существовали генерал-инспектор пехоты, генерал-инспектор кавалерии, генерал-инспектор артиллерии, генерал-инспектор по инженерной части и так далее.

## История
Генерал-инспектор (также генеральный инспектор), одна из высших должностей в армиях, созданная для наблюдения за обучением армии, отдельных родов войск или военных школ.
В 1731 году российская императрица Анна Иоанновна учредила при Вооружённых силах Российской империи новую должность генерал-инспектора, в чине генерал-лейтенанта, и трех инспекторов, в чине генерал-майора.
Некоторое время спустя эта должность была упразднена, но в 1780 году вновь восстановлена, когда генерал-инспектором войск был назначен фаворит императрицы Екатерины II, генерал-аншеф, светлейший князь Григорий Александрович Потёмкин, которому в помощники были даны ещё четыре инспектора. В 1791 году, после смерти князя Потёмкина должность генерал-инспектора войск снова была упразднена.
В 1818 году великий князь Николай Павлович вступил в должность генерал-инспектора по инженерной части, которая в 1825 году, по восшествии его на российский престол, возложена была на великого князя Михаила Павловича, бывшего уже генерал-фельдцейхмейстером, а после смерти его высочества (1849 год) обе эти должности вновь были на некоторое время упразднены.
В 1820-х годах генерал-инспектором всей кавалерии был великий князь Константин Павлович.
В 1852 году высочайшим указом звание генерал-инспектора по инженерной части было восстановлено и присвоено великому князю Николаю Николаевичу Старшему. Кроме того, при Николае I были учреждены должности генерал-инспектора всей пехоты и генерал-инспектора всей кавалерии. Ввиду того, что должность генерал-инспектора всей пехоты никогда не была соединена с определёнными обязанностями, после кончины князя Александра Аркадьевича Суворова в 1882 году была фактически упразднена.
Должность генерал-инспектора всей кавалерии носила схожий характер до 1864 года, когда, с назначением на эту должность великого князя Николая Николаевича Старшего, на его высочество было возложено общее наблюдение за благоустройством кавалерии. В 1891 году кончиной великого князя должности генерал-инспектора по инженерной части и генерал-инспектора всей кавалерии были, на этот раз окончательно, упразднены.
В 1904 и 1905 годах в Вооружённых силах Российской империи восстановлены должности генерал-инспекторов пехоты, артиллерии и инженеров. А в 1906 году была упразднена инспекция стрелковой части в войсках.
В 1913 году генерал-инспектором артиллерии был великий князь Сергей Михайлович.
По сути своей, генерал-инспектор выполнял обязанности возложенные в настоящее время на командующих родами войск. В некоторых государствах, например в Германии, эта должность существует и в настоящее время.
В конце 1920-х годов Инспекции отдельных родов войск существовали в Красной армии ВС Союза ССР, а лица, занимающее должность Генерал-инспектор в армиях французской и польской, предназначались, в случае войны, на должность главнокомандующего.